# ساوت والشم
ساوت والشم (به انگلیسی: South Walsham) یک روستا و محله مدنی در بریتانیا است که در Broadland واقع شده‌است. ساوت والشم ۱۱٫۴۳ کیلومتر مربع مساحت و ۸۴۵ نفر جمعیت دارد.